# Turawa (gmina)
Turawa est une gmina rurale du powiat de Opole, Opole, dans le sud-ouest de la Pologne. Son siège est le village de Turawa (de), qui se situe environ 14 km au nord-est de la capitale régionale Opole.
La gmina couvre une superficie de 171,46 km2 pour une population de 9 595 habitants.

## Géographie
La gmina inclut les villages de Turawa (de), Bierdzany, Borek, Kadłub Turawski, Kotórz Mały, Kotórz Wielki, Ligota Turawska, Marszałki, Osowiec Śląski, Rzędzów, Trzęsina, Węgry, Zakrzów Turawski et Zawada
La gmina borde la ville d'Opole et les gminy de Chrząstowice, Lasowice Wielkie, Łubniany, Ozimek et Zębowice.